# Faan
Faan (en groningois : t Foan) est un village de la commune néerlandaise de Westerkwartier, situé dans la province de Groningue. 

## Géographie
Le village est situé le long du canal de Hoendiep, sur la route menant de Zuidhorn à Niekerk et est donc appelé « le pont de Faner ». La Niekerksterdiep est située au nord de Faan.

## Toponymie
Son nom vient du vieux frison fane, qui signifie « tourbe ». L'endroit comporte en effet beaucoup de tourbe.

## Histoire
Faan fait partie de la commune d'Oldekerk avant le 1er janvier 1990, date à laquelle elle est rattachée à celle de Grootegast. Le 1er janvier 2019, celle-ci est à son tour rattachée à la nouvelle commune de Westerkwartier.